# Kaldbaksfjørður
Kaldbaksfjørður är en fjord i Färöarna (Kungariket Danmark).   Den ligger i sýslan Streymoyar sýsla, i den centrala delen av landet, 7 km nordväst om huvudstaden Torshamn.